# ستيفن كينغ (فارس)
ستيفن كينغ (بالإنجليزية: Steven King)‏ هو فارس أسترالي، ولد في عقد 1960.